# Ceromancja

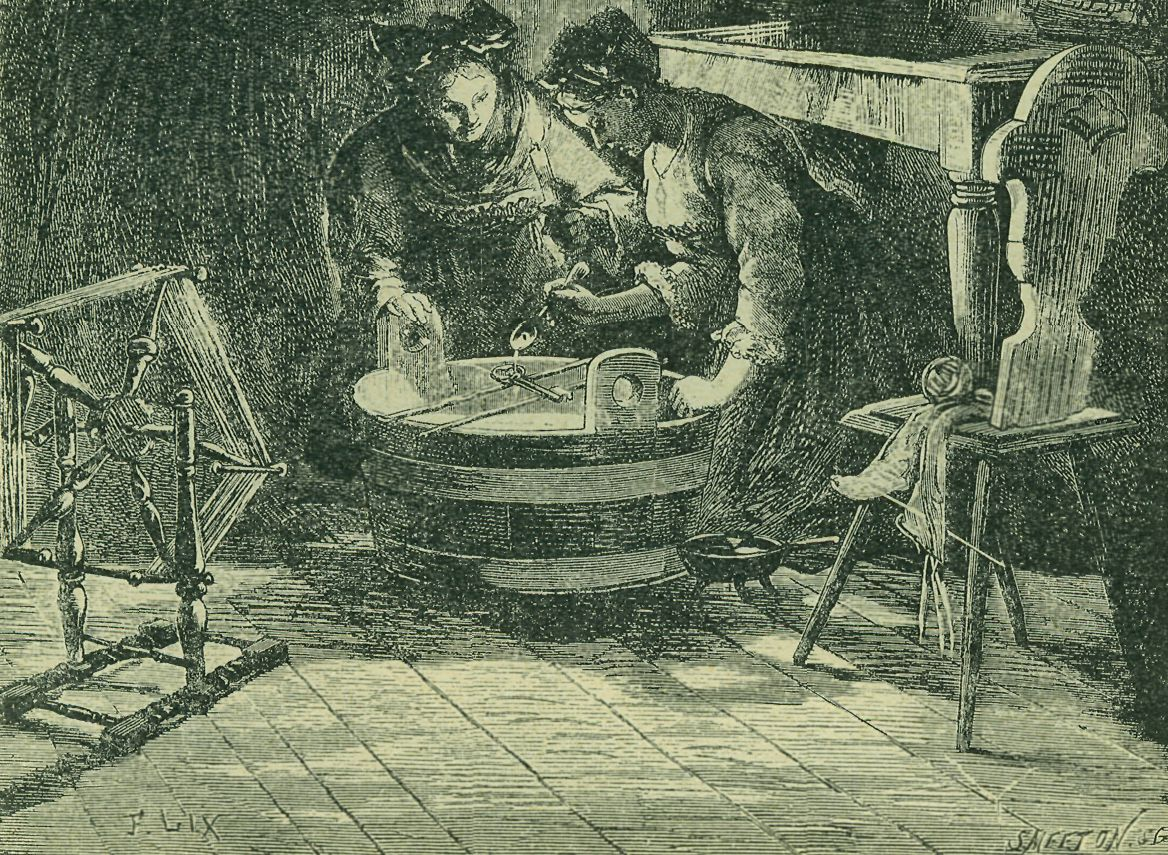
Wróżby andrzejkowe: wylewanie stopionego ołowiu na zimną wodę przez ucho od klucza.

Ceromancja (od łac. cera = wosk + gr. manteía = wieszczenie, wróżba) – sposób wróżenia polegający na laniu wosku roztopionego w mosiężnym tyglu. Gorący wosk wlewa się powoli do misy z zimną wodą. Kiedy zetknie się z powierzchnią wody, zastyga, przyjmując rozmaite kształty.
Wypracowane w ciągu wieków zwyczajowe interpretacje złożyły się na dający się z łatwością przyswoić system, przyjęty później w tasseomancji.
Zwyczaj lania wosku (stearyny) przez ucho od klucza i interpretowania kształtu cienia rzucanego przez zastygniętą bryłę należy do tradycyjnych zabaw andrzejkowych. W dawnej Polsce wosk lany był także w wigilie innych świąt, np. w Sylwestra - przeddzień Nowego Roku.
Dawniej zamiast wosku stosowano też ołów.